# Groupe de NGC 2749
Le groupe de NGC 2749 comprend au moins neuf galaxies situées dans la constellation du Cancer. La distance moyenne entre ce groupe et la Voie lactée est dE 53,3 ± 6,7 Mpc (∼174 millions d'al), où l'incertitude est égale à l'écart type des distances. 

## Membres
Le tableau ci-dessous liste les huit galaxies du groupe indiquées dans l'article de A.M. Garcia paru en 1993. À ces galaxies, s'ajoute sans doute NGC 2737, car elle est fort probablement en interaction gravitationnelle avec NGC 2738 et la galaxie .
À ces huit galaxies s'ajoutent NGC 2737 qui forment une paire avec NGC 2738 et CGCG 121-011 qui en compagnie de ces deux dernières galaxies forment un groupe compacte visible dans l'infrarouge moyen (3,6 à 8,0 μm). Le résumé des propriétés de ces deux galaxies occupe les deux dernières rangées du tableau.
| Nom          | Class.   | Type                        | α (J2000.0)      | δ (J2000.0)     | Vitesse radiale (km/s) | m              | Distance (Mpc) | Diamètre (kal) |
| ------------ | -------- | --------------------------- | ---------------- | --------------- | ---------------------- | -------------- | -------------- | -------------- |
| NGC 2730     | SBdm     | Spirale barrée magellanique | 09h 02m 15.8s    | 16° 50′ 18″     | 3825 ± 4               | 13,0           | 60,6 ± 4,3     | 98             |
| NGC 2738     | S?       | Spirale                     | 09h 04m 00.3s    | 21° 58′ 03″     | 3099 ± 2               | 13,1           | 49,7 ± 3,5     | 63             |
| NGC 2744     | SB(s)ab? | Spirale barrée              | 09h 04m 38.9s    | 18° 27′ 37″     | 3424 ± 5               | 13,5           | 57,7 ± 3,8     | 63             |
| NGC 2749     | E3       | Elliptique                  | 09h 05m 21.3s    | 18° 18′ 47″     | 4140 ± 14              | 11,8           | 65,3 ± 4,6     | 104            |
| NGC 2764     | S0       | Lenticulaire                | 09h 08m 17.4s    | 21° 26′ 36″     | 2718 ± 4               | 12,9           | 44,2 ± 3,1     | 63             |
| UGC 4773     | S?       | Spirale                     | 09h 06m 00.3s    | 18° 45′ 52″     | 3433 ± 2               | 12,637 ± 0,002 | 54,8 ± 3,9     | 99             |
| UGC 4780     | SABdm    | Spirale intermédiaire       | 09h 06m 39.4s    | 19° 20′ 10″     | 3292 ± 4               | 13,81          | 52,7 ± 3,7     | 91             |
| UGC 4809     | SBcd?    | Spirale barrée              | 09h 09m 20.3s    | 20° 41′ 50″     | 3020 ± 1               | 13,17          | 48,7 ± 3,4     | 72             |
| NGC 2737     | Sab      | Spirale                     | 09h 03m 59.7293s | 21° 54′ 23.647″ | 3144 ± 2               | 14,1           | 50,4 ± 3,5     | 164            |
| CGCG 121-011 | Sbc      | Spirale                     | 09h 04m 04.8422s | 22° 03′ 41.534″ | 3110 ± 2               | -25,25,        | 49,9 ± 3,5     | 39             |

Le site DeepskyLog permet de trouver aisément les constellations des galaxies mentionnées dans ce tableau ou si elles ne s'y trouvent pas, l'outil du site constellation permet de le faire à l'aide des coordonnées de la galaxie. Sauf indication contraire, les données proviennent du site NASA/IPAC.